# Alison Cheek
Alison Cheek (Adelaide, 11 de abril de 1927 – Brevard, 1 de setembro de 2019) foi uma feminista e religiosa estadunidense (Episcopal Church in the United States). Foi eleita pela revista Time como a pessoa do Ano em 1976, por sua defesa e ação em nome da ordenação de mulheres.
Cheek morreu em 1 de setembro de 2019, aos 92 anos de idade, em sua residência em Brevard, Carolina do Norte.